# سمیر صبری
سمیر صبری (انگلیسی: Samir Sabry؛ زادهٔ ۱۳ ژانویهٔ ۱۹۷۶) بازیکن فوتبال اهل مصر است.
از باشگاه‌هایی که در آن بازی کرده‌است می‌توان به باشگاه فوتبال انپی اشاره کرد.
وی همچنین در تیم ملی فوتسال مصر و تیم ملی فوتبال مصر بازی کرده‌است.